# Poosplaatsen-project
Het poosplaatsen-project is een Noord-Brabants kunstproject dat op innovatieve wijze het landschap verbindt met de manier waarop mensen zich tot dit landschap verhouden. Op tot nog toe 91 plekken in de Baronie van Breda, in de regio's Tilburg en 's-Hertogenbosch, en laatstelijk ook 9 in de Belgische provincie Antwerpen, zijn stenen banken, kubussen en zwerfkeien met daarin een gebeiteld gedicht op zorgvuldig geselecteerde locaties in het landschap geplaatst. De poëzie is geschreven door ruim 40 Brabantse en Vlaamse dichters.
De initiatiefnemer, ontwerper en uitvoerder van de poosplaatsen, waarin de woorden 'poëzie' en 'verpozen' doorklinken, is beeldend kunstenaar en dichter Pien Storm van Leeuwen (1945-2020), die zich verdiepte in geologie en historie en de plekken zocht die in onderlinge samenhang een beeld van dit grensgebied schetsen. Niet alleen zelf schreef ze de poëzie voor deze plekken, maar ze zocht ook collega-dichters met wie ze haar bevindingen deelde en wie ze opdracht gaf een gedicht bij een bepaalde 'poosplaats' te schrijven. Ze ontwierp hardstenen banken en zitstenen, zocht ook zwerfkeien, die geschikt waren voor het graveren van de teksten. 
Nietsvermoedende voorbijgangers en recreanten treffen nu tijdens hun wandelingen en fietstochten opeens mooie gedichten aan die aanzetten tot bezinning, reflectie en waardering. Het project beoogt de voorbijganger een intensieve ervaring van de omgeving aan te bieden door middel van de poëzie.
Gelijktijdig met de afronding van de eerste fase van het project in juni 2004 verscheen de bundel Poosplaatsen. In dit boekje schreef Storm van Leeuwen bij elke plek een inleidende tekst, die poosplaats en poëzie in een context plaatsen. Hierbij wordt ook veel aandacht gevraagd voor landschapshistorie en cultureel erfgoed. Een tweede poosplaatsen-project is in 2009 voltooid: "De Mark en de stad Breda". Een vervolg was de markering van poosplaatsen langs de Dommel in 2012. Een vierde project werd in 2013 in België gerealiseerd. Telkens publiceerde Storm van Leeuwen er een boekje over. Een nieuw poosplaatsen-project is in ontwikkeling.
In 2010 werd Pien Storm van Leeuwen door het Prins Bernhard Cultuurfonds onderscheiden met de Brabant Bokaal en in 2012 geïnaugureerd als Vrouwe van Breda. Sinds 2017 was ze ook Ridder in de Orde van Oranje-Nassau.